# Trattinnickia demerarae
Trattinnickia demerarae är en tvåhjärtbladig växtart som beskrevs av Noel Yvri Sandwith. Trattinnickia demerarae ingår i släktet Trattinnickia och familjen Burseraceae. Inga underarter finns listade i Catalogue of Life.